# 纤花狗牙花
纤花狗牙花（学名：Ervatamia tenuiflora）为夹竹桃科狗牙花属下的一个种。

## 扩展阅读
- 維基物種上的相關：纤花狗牙花